# Sierra de Baza
La sierra de Baza est un massif montagneux des cordillères Bétiques dans le Sud de l'Espagne. Elle abrite un parc naturel, une zone spéciale de conservation et un site d'importance communautaire. Elle est parfois citée comme une « île bioclimatique » par contraste avec les steppes qui l'entourent.

## Géographie

### Localisation
La sierra de Baza se trouve dans la cordillère Pénibétique (l'une des trois divisions des cordillères Bétiques), dans l'est de la province de Grenade et l'ouest de la province d'Almería.
Au nord se trouve la vallée de Baza (es) (hoya de Baza) ; à l'ouest le bassin de Guadix (hoya de Guadix) ; au sud le « couloir de Fiñana » (pasillo de Fiñana) encadré par la sierra de Baza au nord et la sierra Nevada au sud. Elle est prolongée dans la province d'Almería à l'est par la sierra des Filabres ; en réalité ces deux sierras ne forment qu'une chaîne montagneuse et seul l'usage fait donner le nom de Filabres pour la partie dans la province d'Almería et le nom de Baza pour la partie dans la province de Grenade,,.
À l'ouest se trouve la petite sierra de Gor (5 km de longueur).

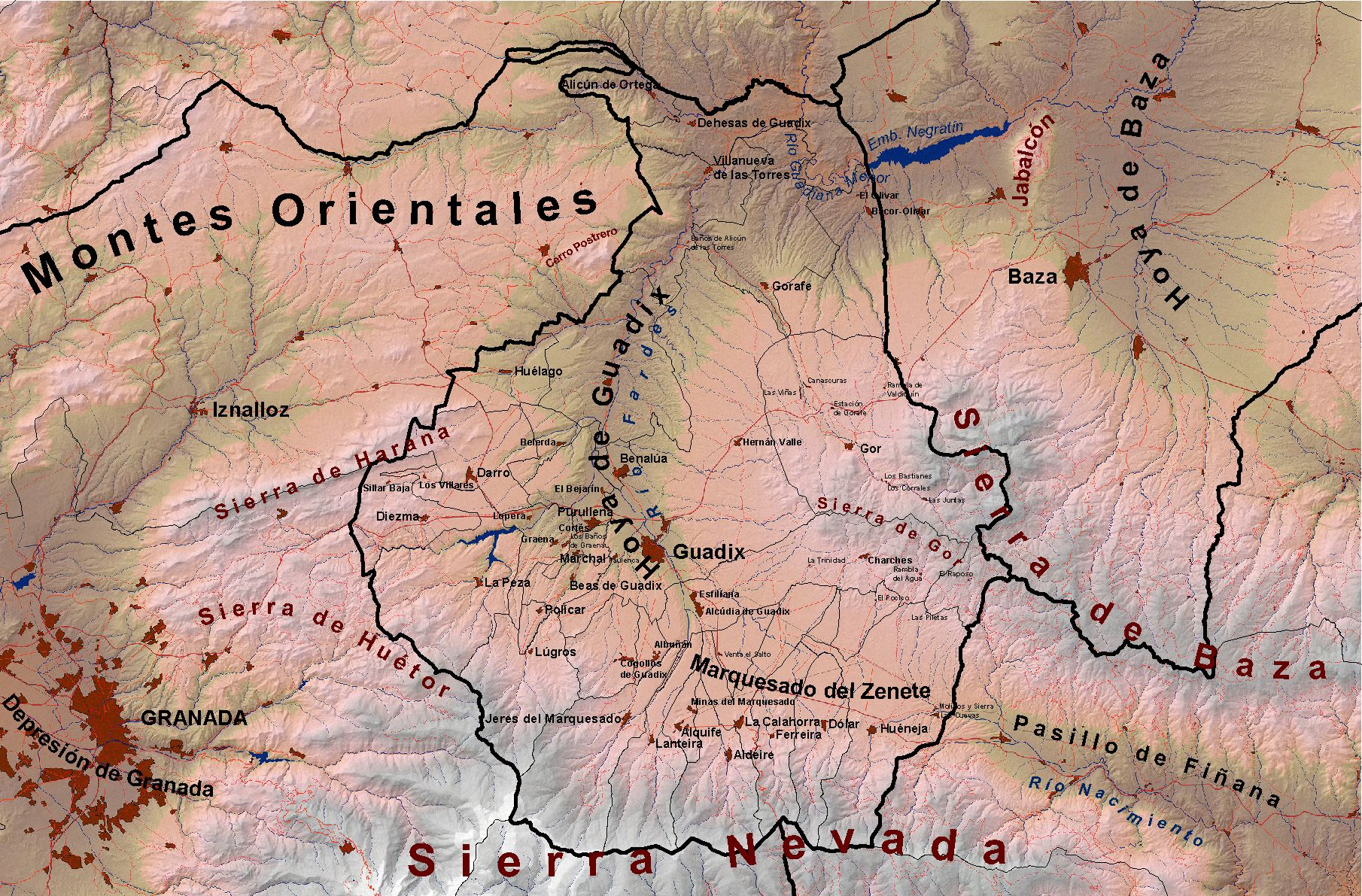
Carte topographique.

### Topographie
Le massif montagneux s'étend sur environ 30 km de longueur dans la province de Grenade et 25 km de longueur dans la province d'Almería.
Le point culminant est le Calar de Santa Bárbara, à 2 269 m d'altitude ; il se trouve à une petite quinzaine de kilomètres au sud-ouest de Baza.

### Végétation
Le trait le plus remarquable est peut-être le contraste du paysage et du climat de la sierra de Baza avec les steppes qui l'entourent, et qui l'ont parfois fait citer comme une « île bioclimatique ». De nombreuses formations végétales y apparaissent grâce à la baisse des températures, l'augmentation des précipitations et la variation d'altitude.
Dans la zone de haute montagne, on trouve de grandes pinèdes d'espèces indigènes comme le pin sylvestre et le pin noir, qui sont remplacées par des érables et des pins de repeuplement. Plus bas, le paysage est anthropisé et les restes d'anciennes zones de chênes verts sont entremêlés avec des zones de culture.

## Histoire
La sierra inclut de nombreux sites paléolithiques. La plupart des vestiges matériels recueillis sont conservés au musée archéologique municipal de Baza.
Sa richesse en minerais variés a permis le développement de populations qui se sont maintenues jusqu'aux années 1950 – grâce aussi à l'élevage et à l'agriculture. On peut encore visiter des vestiges de l'activité minière, par exemple dans le Calar de Santa Bárbara. Le cerro de las Minas est à 4,4 km à l'ouest-sud-ouest de Gor. Ce site inclut entre autres une petite mine de zinc appelée Resurrección de Lázaro. Plus à l'est, près du hameau abandonné d'El Tesorero sur Baza, dans le ravin Uclías, se trouve un groupe de mines appelées globalement « mines Del Tesorero » et qui inclut la mine Hernan Cortés, la mine París, la mine Casualidad, la mine Cortijo de Don Martín et la mine Del Moro. Elles sont notées pour le cuivre, le bismuth et la sidérite, mais on y a aussi trouvé goethite, hématite, malachite, pyrite, chalcopyrite, azurite et quelques-autres minéraux. Ces mines ont été intensément actives à la fin du XIXe et au début du XXe siècle ; elles ont fermées en 1923. Ces mines importantes ont laissé des vestiges de nombreux bâtiments et installations, en particulier la mine Hernan Cortes qui avait six niveaux de galeries et un système de transport aérien pour les fils de plus de 16 km de long.
Les pâturages de Moras (Dehesa de Moras) à 1 900 m d'altitude avaient vu les derniers bovins en pâturage extensif au tournant du XXIe siècle. En mai 2023, 100 vaches de la race locale Pajuna, et leurs veaux, y ont été réintroduits.

## Activités

### Randonnée
La sierra de Baza est traversée par le GR 7, un sentier de grande randonnée qui mène du détroit de Gibraltar à Andorre (et plus loin jusqu'au ballon d'Alsace dans les Vosges). 36 kilomètres de pistes forestières et sentiers permettent de traverser la sierra du sud au nord. En partant du village de Charches (es) (commune de Valle del Zalabí) situé à la limite du parc naturel, le chemin mène au Prados del Rey, une prairie verdoyante entourée d'une pinède relique qui se maintient uniquement dans cette zone grâce au froid intense qui y règne.

### Protection environnementale
La sierra de Baza inclut :

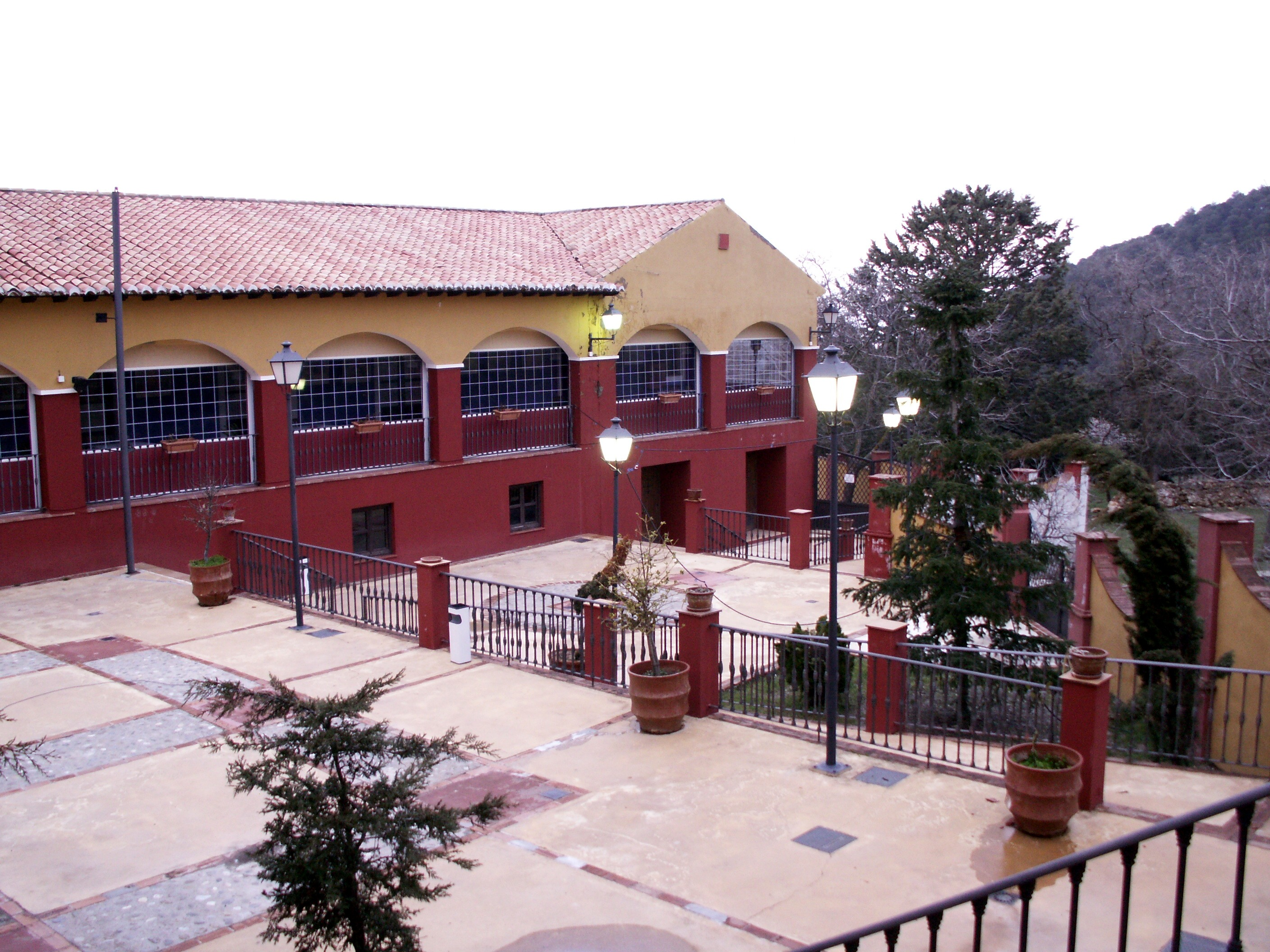
Centre de visiteurs Narváez.

- un parc naturel depuis le 28 juillet 1989, qui couvre les communes de Baza, Caniles, Dólar, Gor, Valle del Zalabí pour une superficie totale de 53 649 ha[12] ;
- une zone spéciale de conservation (Zona Especial de Conservación ou ZEC) du réseau Natura 2000 depuis le 25 septembre 2012, de même superficie que le parc naturel[7] ;
- un site d'importance communautaire (Lugar de importancia comunitaria ou LIC) depuis le 19 juillet 2006[13].

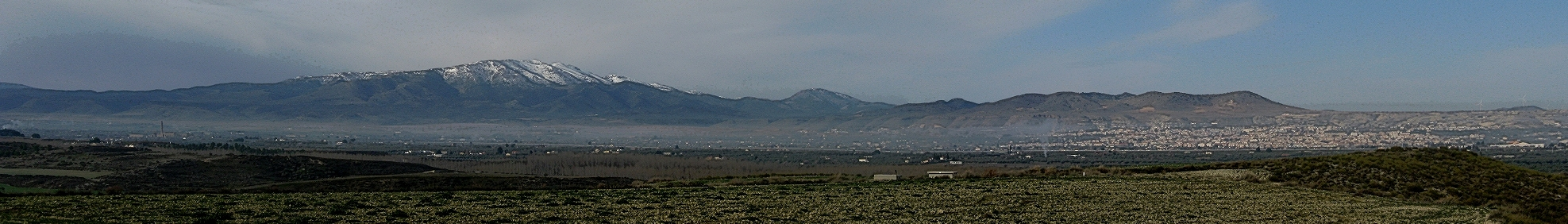
Vue depuis le nord : la sierra de Baza derrière la ville de Baza.